# Dave Burrell

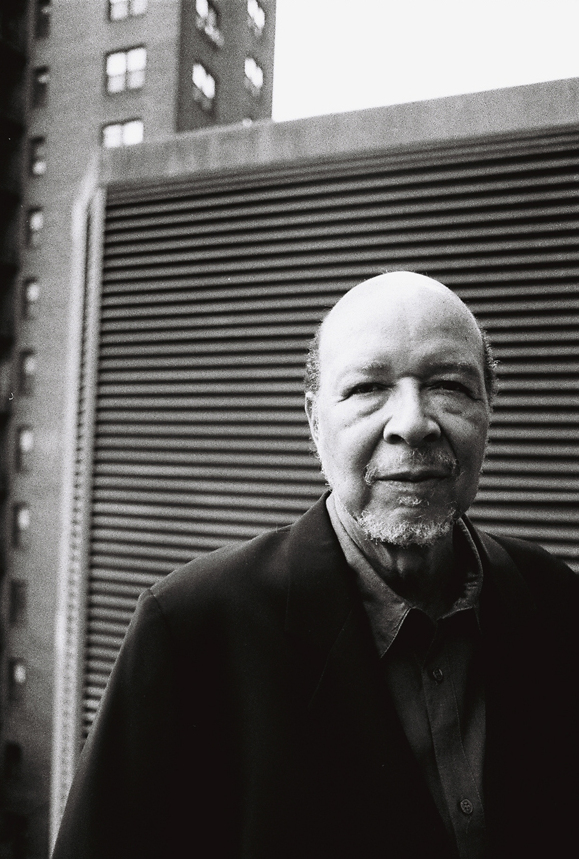
Dave Burrell

Dave Burrell (Herman Davis Burell, * 10. September 1940 in Middletown, Ohio) ist ein US-amerikanischer Jazz-Pianist.

## Leben und Wirken
Burrell wuchs auf Hawaii auf, wo er in einer Rock-and-Roll-Band spielte. Von 1958 bis 1960 studierte er an der University of Hawaii, danach bis 1965 an der Berklee School of Music, wo er mit Tony Williams und Sam Rivers spielte.
Nach Abschluss des Studiums gründete Burrell in New York mit dem Saxophonisten Byard Lancaster, dem Bassisten Sirone und dem Schlagzeuger Bobby Kapp das Untraditional Jazz Improvisational Team. Daneben arbeitete er mit Marion Brown und Pharoah Sanders (1966). 1968 gehörte er mit Grachan Moncur III und Beaver Harris zu den Gründern der 360 Degree Music Experience, mit der er aber erst 1977 aufnahm. Mit diesen beiden Musikern war er 1968 auch an Archie Shepps Album The Way Ahead beteiligt. Im Jahr 1969 nahm er am Panafrikanischen Festival in Algier teil und hielt sich länger in Paris auf, wo er unter anderem mit Archie Shepp, Clifford Thornton (Ketchaoua), Alan Silva, Sunny Murray, Lester Bowie, Jeanne Lee und Philly Joe Jones spielte und aufnahm.
Ende der 1960er und Anfang der 1970er Jahre arbeitete Burrell regelmäßig als Sideman für Shepp, mit dem er im Full Moon Ensemble auch auf dem Montreux Jazz Festival 1970 auftrat. Ende der 1970er-Jahre komponierte er die Jazz-Oper Windward Passages. In den 1980er- und 1990er-Jahren arbeitete er überwiegend in verschiedenen Besetzungen mit David Murray; unter anderem entstanden mit seiner Frau Monika Larsson als Sängerin Aufnahmen von Stücken aus seiner Oper. Zu hören ist er auch auf William Parkers 2002 entstandenem Album Universal Tonality (ed. 2022) sowie auf Bobby Zankels Album Celebrating William Parker at 65 (2017). Die University of Pittsburgh hat 2022 das Archiv von Dave Burrell erworben.

## Diskographische Hinweise
- High mit Sunny Murray, Sirone, 1965
- High Won-High Two mit Sirone, Bobby Kapp, Sunny Murray, Pharoah Sanders, 1968
- La Vie de Boheme mit Eleanor Burrell, Ric Colbeck, Claude Delcloo, Beb Guérin, Grachan Moncur III, Kenneth Terroade, 1969
- Echo mit Arthur Jones, Grachan Moncur III, Sunny Murray, Archie Shepp, Alan Silva, Clifford Thornton, 1969
- Dave Burrell Plays Ellington & Monk mit Takashi Mizuhashi, 1978
- Lush Life mit Takashi Mizuhashi, 1978
- Windward Passages [1979] [live] Soloalbum, 1979
- ’Round Midnight, 1979
- Daybreak mit Kenny Burrell, David Murray, 1989
- In Concert [live] mit David Murray, 1991
- The Jelly Roll Joys Soloalbum, 1991
- Windward Passages [1993] mit Monika Larsson, David Murray, 1993
- Brother to Brother mit David Murray, 1993
- Recital mit Tyrone Brown, 2001
- Expansion [live] mit Andrew Cyrille, William Parker, 2004
- Margy Pargy 2005
- After Love mit Bertrand Gauthier, Michel Gladieux, Ron Miller, Roscoe Mitchell, Don Moye, Alan Silva, 2005
- Consequences [live] mit Billy Martin, 2006
- Momentum mit Guillermo E. Brown, Michael Formanek, 2006
- Silke Eberhard & Dave Burrell: Darlingtonia (Jazzwerkstatt) 2012
- Dave Burrell / Steve Swell: Turning Point, 2014
- Dave Burrell / Bob Stewart: The Crave, 1994, ed. 2016
- Ivo Perelman, Dave Burrell & Bobby Kapp: Trichotomy (2023)
- Dave Burrell / Sam Woodyard: The Lost Session, Paris 1979 (2025)